# Fyzika kondenzovaného stavu
Fyzika kondenzovaného stavu se zabývá vlastnostmi látek v kondenzovaném stavu, tj. kapalinami a pevnými látkami a jevy v nich.
Z historického hlediska se fyzika kondenzovaného stavu vyvinula z fyziky pevných látek, protože některé principy používané pro studium pevných látek platí i pro kapaliny. Například vodivostní elektrony ve vodiči utvářejí svým způsobem kvantovou kapalinu která má stejné vlastnosti jako běžné kapaliny. Stejně tak jev supravodivosti, kdy elektrony vytvářejí novou fázi v níž se pohybují beze ztrát, je analogický supratekuté fázi helia-3 při nízkých teplotách.